# ヨッヘン・コヴァルスキー
ヨッヘン・コヴァルスキ（Jochen Kowalski, 1954年1月30日 - ）は、ドイツのカウンターテナー歌手。
ブランデンブルク州ヴァホウ（Wachow）で肉屋の3人兄弟の末子に生まれる。1972年にベルリンに行き、ベルリン国立歌劇場の小道具係を5年間務めた後、1977年から1983年までベルリンのハンス・アイスラー音楽大学でマリアンネ・フィッシャー＝クプファーに師事する。彼女の夫であるオペラ演出家ハリー・クプファーの後押しもあって、1983年にベルリン・コーミッシェ・オーパーと契約し、1984年にヘンデル「ジュスティーノ」のタイトルロールを演じて一躍名を上げる。同年、ヘンデルのオラトリオ「ベルシャザル」のダニエル役でハンブルク州立歌劇場に出演、音楽監督のゲルト・アルブレヒトに注目され、同劇場で多くのソロ・コンサートを開催する。1987年から1988年にかけてネーデルランド・オペラ、パリ国立オペラに登場し、1989年のベルリン・コーミッシェ・オーパーのロンドン公演「オルフェオとエウリディーチェ」のオルフェオ役は国際的な注目を集める。1991年にはウィーン国立歌劇場、ロイヤル・オペラ・ハウスで「こうもり」のオルロフスキー公爵を演じ、1994年には同役でメトロポリタン歌劇場にデビュー。1995年にはザルツブルク音楽祭に参加している。なおメトロポリタン歌劇場においては1999年12月31日のミレニアム・ガラ・コンサートでも歌っている。

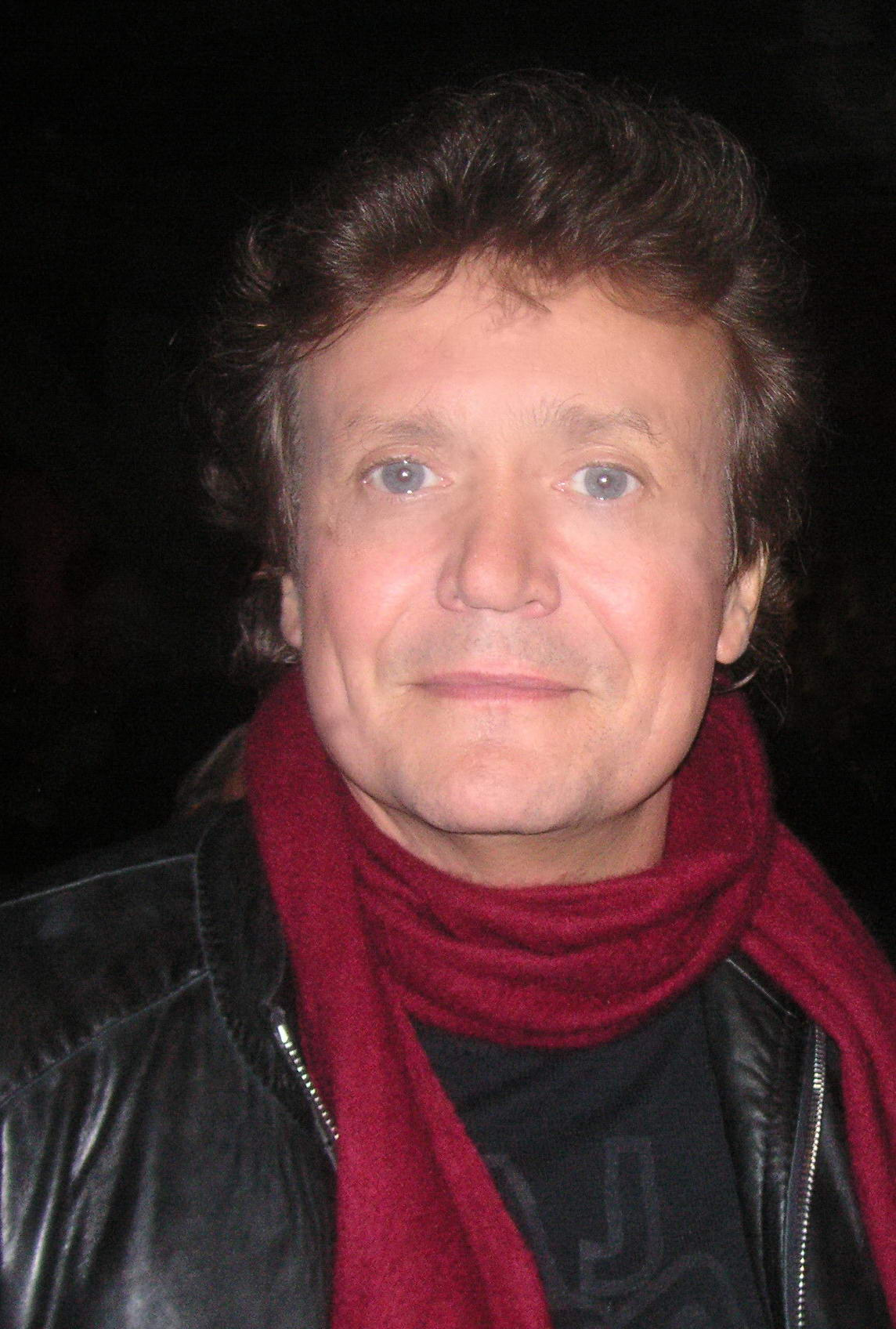
Ks. Kowalski bei den Elblandfestspielen Wittenberge 2008